# Slättberg, Leksand
Slättberg är en by i Leksands socken, Leksands kommun.
Byn finns omtalad i skriftliga källor 1558, men är förmodligen betydligt äldre, och har troligen varit fäbodställe från början. Då Karl-Erik Forsslund besökte byn i början av 1920-talet fanns fyra fäbodgårdar och sex fast bebodda gårdar. Redan då var byn på väg att avfolkas, och flera gårdar stod övergivna och förföll.
I byns närhet finns Slättbergs gruvor, som egentligen består av tre gruvfält: det västra innehållande Silistria med Floras schakt, Bommarsundsgruvan, Berzeliigruvan, Gahns gruva med Julius schakt; det mellersta med Mellangruvan, Försöksgruvan, Myrgruvan, Helenegruvan och Lövjsögruvan; samt det östra fältet med Rudolfs schakt.
Gruvorna upptogs 1805 först för kopparbrytning, men senare bröts här magnetkis. 1850 fick Sågmyra nickelverk tillstånd att utvinna nickelfyndigheterna i malmen. Brytningen kulminerade under 1870-talet, men gruvan lades ned i början av 1880-talet sedan priset på nickel sjunkit i botten på världsmarknaden.
Här låg även Slättbergs station, en järnvägsstation utefter Falun-Rättvik-Mora Järnväg. Stationen lades ned 1965.